# Jardins de Magalí
Els Jardins de Magalí, anteriorment coneguts com de les Infantes, són una zona verda pública del barri barceloní de les Corts.

## Història
A la banda nord de la finca es trobava la masia de Can Cuyàs o Gasparó, construïda entre 1775 i 1785 pel pagès Gaspar Cuyàs i Font. Estava formada per planta baixa, pis i golfes, a més d'una capella, galeries i un cobert per a la palla. El 1801, la propietat va passar a mans del seu fill Antoni Cuyàs i Piera, que va morir el 1840 i deixà com a hereu el seu fill Vicenç Cuyàs i Barberà-Diumenjó. El 1846, quan era batlle de Les Corts, va cedir la capella com a parròquia mentre es construïa l'església de Santa Maria del Remei.
Vicenç Cuyàs va morir el 1870, deixant com a hereu universal el seu net Antoni Cuyàs i Samsó, però aquest va morir als setze anys i el succeí el seu germà Josep Maria, que el 1910 va fer reformar la casa. Aquest va morir el 1920 sense haver fet testament i els seus fills van heretar a parts iguals, però Antoni Cuyàs i Lagriffa va comprar als seus germans les seves parts. Finalment, després de diverses visicituds, va ser adquirida el 1934 per l'Ajuntament de Barcelona per a destinar-la a escola i parc públic. A la dècada del 1970, l'antiga masia fou enderrocada per a construir-hi l'actual grup escolar Duran i Bas.
Els jardins es van batejar inicialment com de Magalí, cant que forma part del poema Mireia de Frederic Mistral. Més endavant es rebatejaren com a de les Infantes, tot i que des del 2019 han recuperat el seu nom original.

## Descripció
És un espai rectangular delimitat per l'escola Duran i Bas, el poliesportiu de les Corts, el carrer Vallespir i la Travessera de les Corts. Està compost d'arbrat i parterres en forma de cercle inscrit dins del perímetre. Compta amb una vegetació d'arbres madurs i plantes arbustives. A més de l'àrea de jocs infantils, els jardins estan equipats amb elements per practicar diversos esports com ping-pong, pistes de petanca i una pista de bàsquet.